# Староматинский сельсовет
Старома́тинский сельсовет — сельское поселение в Бакалинском районе Башкортостана.
Административный центр — село Старые Маты.

## История
В 2008 году объединен с сельским поселением Новоматинский сельсовет. Закон Республики Башкортостан от 19.11.2008 N 49-з «Об изменениях в административно-территориальном устройстве Республики Башкортостан в связи с объединением отдельных сельсоветов и передачей населённых пунктов», ст.1 п.6) ж) гласит: — 

 "Внести следующие изменения в административно-территориальное устройство Республики Башкортостан:
 объединить Староматинский и Новоматинский сельсоветы с сохранением наименования «Староматинский» с административным центром в селе Старые Маты. — Включить село Новые Маты, деревни Ворсинка, Красная Горка, Мулланурово, Петровка Новоматинского сельсовета в состав Староматинского сельсовета. — 
Утвердить границы Староматинского сельсовета согласно представленной схематической карте.
 — Исключить из учётных данных Новоматинский сельсовет

## Население
| 2002  | 2009  | 2010  | 2012  | 2013  | 2014  | 2015  |
| ----- | ----- | ----- | ----- | ----- | ----- | ----- |
| 1899  | ↘1767 | ↘1514 | ↘1498 | ↘1467 | ↘1447 | ↘1427 |
| 2016  | 2017  |       |       |       |       |       |
| ↘1358 | ↘1323 |       |       |       |       |       |

## Состав сельского поселения
| № | Населённый пункт | Тип населённого пункта       | Население |
| - | ---------------- | ---------------------------- | --------- |
| 1 | Старые Маты      | село, административный центр | ↘975      |
| 2 | Новые Маты       | село                         | ↘323      |
| 3 | Мулланурово      | деревня                      | ↘121      |
| 4 | Красная Горка    | деревня                      | ↘28       |
| 5 | Петровка         | деревня                      | ↘16       |
| 6 | Ворсинка         | деревня                      | ↘14       |
| 7 | Дубровка         | деревня                      | ↘13       |
| 8 | Кызыл Буляк      | деревня                      | ↘12       |
| 9 | Сазоновка        | деревня                      | ↗12       |